# Șeica Mică
Seica Mica là một xã thuộc hạt Sibiu, România. Dân số thời điểm năm 2002 là 1745 người.